# Bledius habrus
Bledius habrus är en skalbaggsart som beskrevs av Herman 1983. Bledius habrus ingår i släktet Bledius och familjen kortvingar. Inga underarter finns listade i Catalogue of Life.